# Грођиск Вјелкополски
Грођиск Вјелкополски (пољ. Grodzisk Wielkopolski) град је у Пољској у Војводству великопољском. По подацима из 2012. године број становника у месту је био 14 265.
.

## Становништво
| 2012.  |
| ------ |
| 14 265 |